# Лехліу-Гаре
Лехліу-Гаре (рум. Lehliu Gară) — місто у повіті Келераш в Румунії. Адміністративно місту підпорядковані такі села (дані про населення за 2002 рік):
- Бузоєнь (570 осіб)
- Резвань (2266 осіб)

Місто розташоване на відстані 60 км на схід від Бухареста, 46 км на північний захід від Келераші, 145 км на захід від Констанци, 143 км на південний захід від Галаца.

## Населення
За даними перепису населення 2002 року у місті проживали 6562 особи.
Національний склад населення міста:
| Національність | Кількість осіб | Відсоток |
| -------------- | -------------- | -------- |
| румуни         | 5938           | 90,5%    |
| цигани         | 611            | 9,3%     |
| турки          | 3              | < 0,1%   |
| угорці         | 2              | < 0,1%   |
| українці       | 2              | < 0,1%   |
| болгари        | 1              | < 0,1%   |
| італійці       | 1              | < 0,1%   |
| китайці        | 1              | < 0,1%   |

Рідною мовою назвали:
| Мова       | Кількість осіб | Відсоток |
| ---------- | -------------- | -------- |
| румунська  | 6205           | 94,6%    |
| циганська  | 351            | 5,3%     |
| українська | 2              | < 0,1%   |
| угорська   | 1              | < 0,1%   |
| турецька   | 1              | < 0,1%   |
| італійська | 1              | < 0,1%   |
| китайська  | 1              | < 0,1%   |

Склад населення міста за віросповіданням:
| Релігія       | Кількість осіб | Відсоток |
| ------------- | -------------- | -------- |
| православні   | 6428           | 98,0%    |
| п'ятдесятники | 86             | 1,3%     |
| адвентисти    | 27             | 0,4%     |
| римо-католики | 5              | 0,1%     |
| бретрени      | 3              | < 0,1%   |
| баптисти      | 2              | < 0,1%   |
| реформати     | 1              | < 0,1%   |
| мусульмани    | 1              | < 0,1%   |
| старообрядці  | 1              | < 0,1%   |
| не релігійні  | 1              | < 0,1%   |

## Зовнішні посилання
- Дані про місто Лехліу-Гаре на сайті Ghidul Primăriilor [Архівовано 9 вересня 2012 у Wayback Machine.]